# Albert Hensel (Widerstandskämpfer)
Otto Albert Hensel (* 20. März 1895 in Dresden-Trachau; † 5. Juni 1942 in Berlin-Plötzensee) war ein deutscher Widerstandskämpfer und Mitglied der KPD.

## Leben

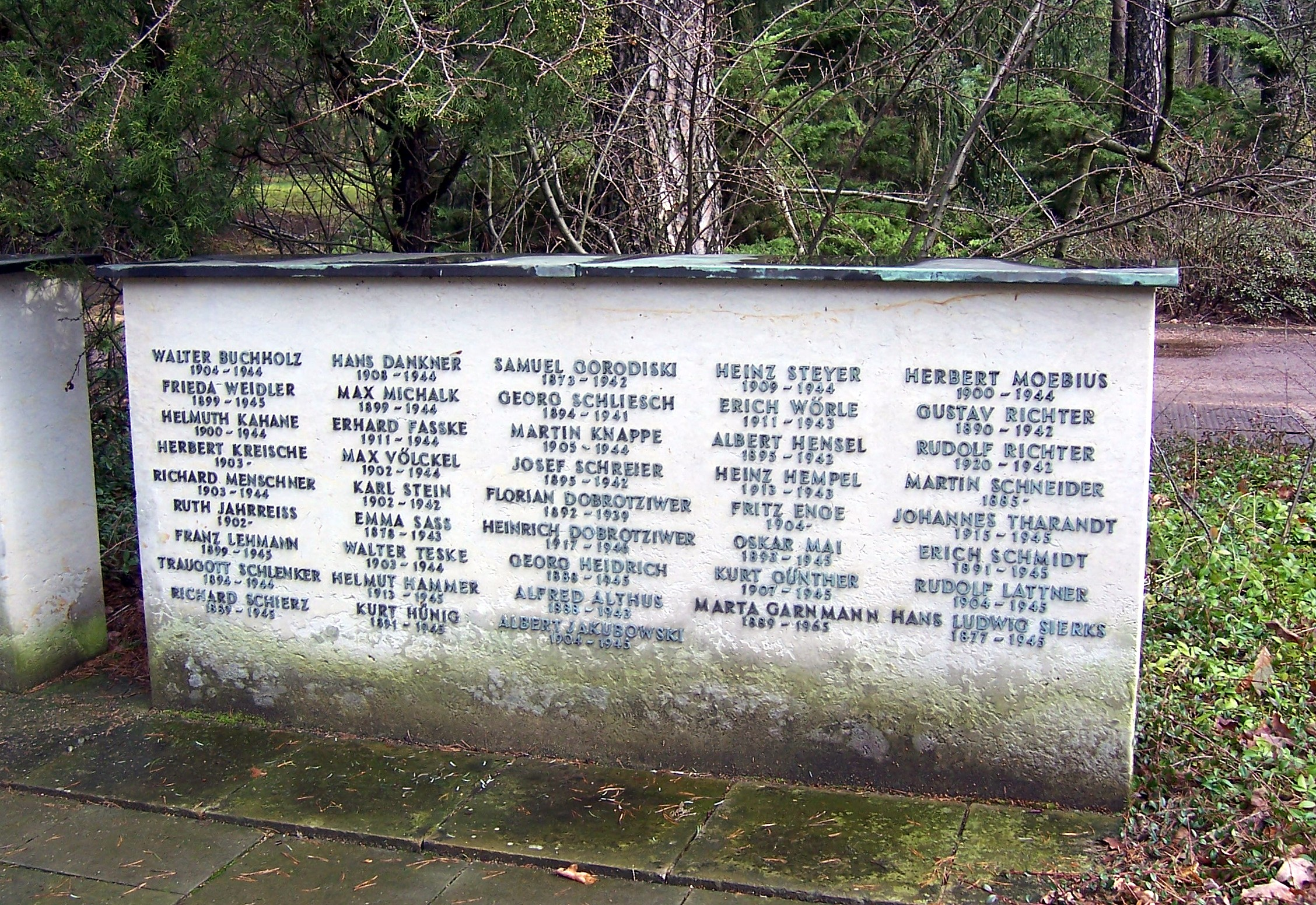
Symbolische Grabstätte Hensels im Ehrenhain des Heidefriedhofs

Der gelernte Melker gründete 1934 zusammen mit Karl Stein und dem Künstlerehepaar Fritz Schulze und Eva Schulze-Knabe in Dresden eine Widerstandsgruppe.
Albert Hensel wurde am 6. Februar 1941 verhaftet und saß 14 Monate in Untersuchungshaft. Am 11. März 1942 wurde er zusammen mit Fritz Schulze, Karl Stein und Herbert Bochow zum Tode verurteilt. Das Urteil wurde am 5. Juni 1942 in Plötzensee mit dem Fallbeil vollstreckt. Sein symbolisches Grab befindet sich im Ehrenhain des Heidefriedhofs in Dresden.

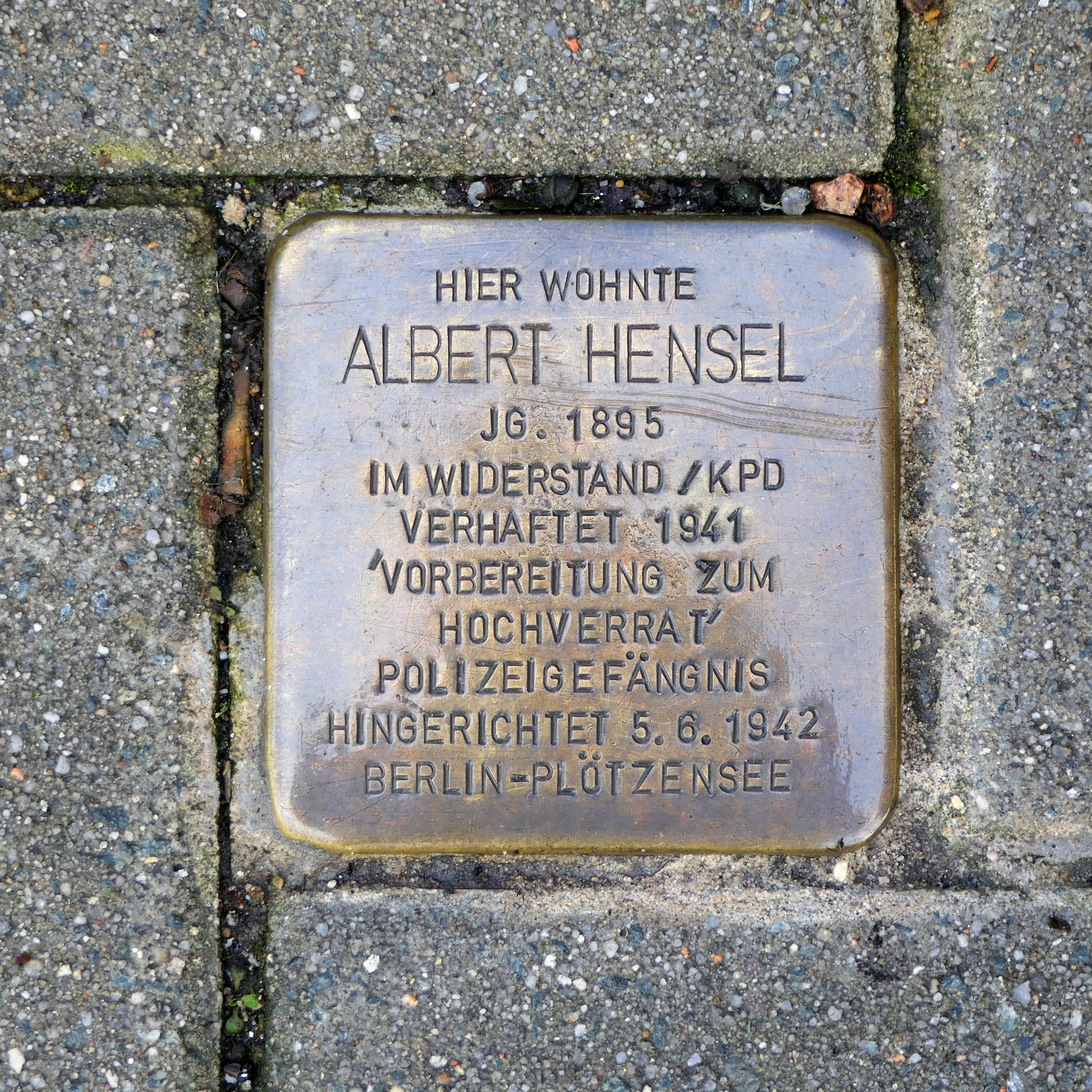
Stolperstein für Albert Hensel in Dresden

## Ehrung
In Dresden wurde im Stadtteil Trachenberge eine Straße nach ihm benannt. Seit 2015 erinnert ein Stolperstein an der Volkersdorfer Straße 3 an ihn.

## Darstellung Hensels in der bildenden Kunst
- Fritz Schulze: Porträtstudie Albert Hensel (1935, Kohle-Zeichnung, 50 × 32,5 cm)[3]